# Julius L. Chambers

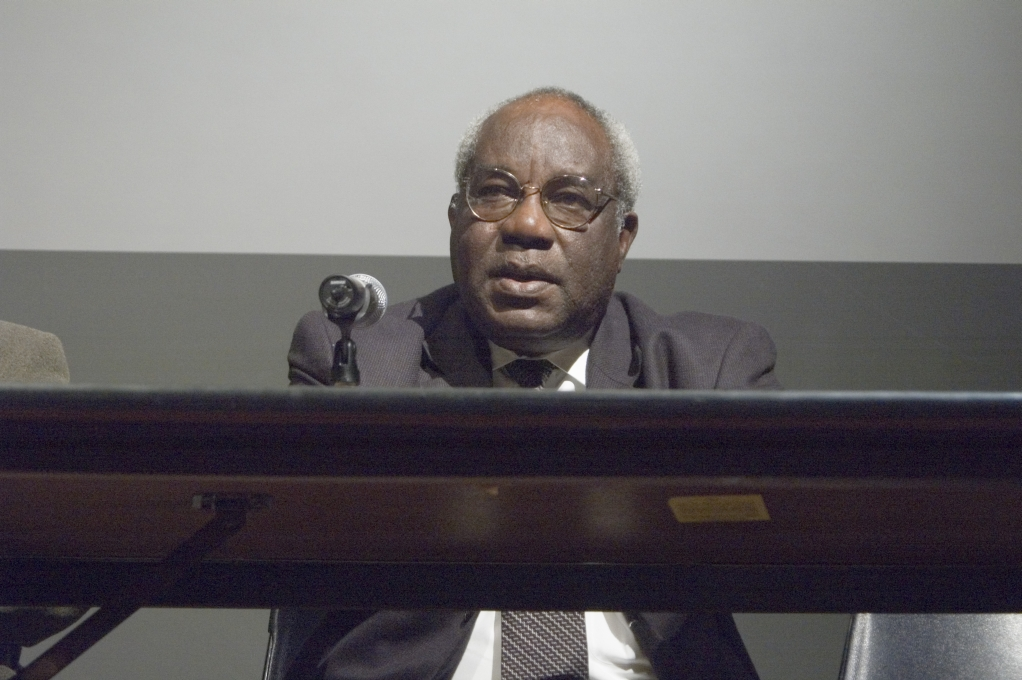
Julius Chambers.

Julius LeVonne Chambers (6 de octubre de 1936 - 2 de agosto de 2013) fue un abogado, líder de los derechos civiles, y educador.

## Biografía
Chambers creció durante la era de Jim Crow en el rural Condado de Montgomery, Carolina del Norte. Cuando era niño, Chambers vio de primera mano los efectos de la discriminación cuando el negocio de reparación de automóviles de su padre se convirtió en blanco de la injusticia racial en 1948. Un cliente blanco se negó a pagar a su padre ya que su padre no podía pagar un abogado para presentar una demanda en contra del hombre. Chambers ha dicho que esta experiencia le hizo decidido a seguir una carrera de leyes, con el fin de ayudar al fin de la segregación final y la discriminación racial.